# Lijst van burgemeesters van Liempde
Dit is een lijst van burgemeesters van de voormalige Nederlandse gemeente Liempde. Op 1 januari 1996 ging deze gemeente op in de gemeente Boxtel.
| Ambtsperiode | Naam burgemeester                      | Partij of stroming | Bijzonderheden     |
| ------------ | -------------------------------------- | ------------------ | ------------------ |
| 1810 - 1820  | Jacobus van Eijndhoven                 |                    | eerst maire/schout |
| 1820? - 1827 | Gerardus van Eijndhoven                |                    |                    |
| 1827 - 1862  | Evert (E.A.) van de Sande              |                    |                    |
| 1862 - 1885  | Johannes (J.) van de Sande             |                    |                    |
| 1885 - 1918  | Waltherus (W.) van de Laar             |                    |                    |
| 1919 - 1947  | Josephus Ernestus (J.E.) van den Bosch |                    |                    |
| 1947 - 1968  | Geert (G.J.) Laurijssens               |                    |                    |
| 1968 - 1986  | Piet (P.A.) Smits                      | KVP                |                    |
| 1987 - 1992  | Gerard (J.G.M.) Daandels               | CDA                |                    |
| 1993 - 1996  | Ton (A.H.) Bus                         | CDA                | waarnemend         |